# How End
How End – osada w Anglii, w hrabstwie ceremonialnym Bedfordshire, w dystrykcie (unitary authority) Central Bedfordshire. Leży 9 km na południe od centrum miasta Bedford i 67 km na północ od centrum Londynu.